# 什内肯比什
什内肯比什（法語：Schneckenbusch，法語發音：[ʃnɛkənbyʃ]；莱茵法兰克语：Schneggebesch）是法国摩泽尔省的一个市镇，属于萨尔堡-萨兰堡区。

## 地理
什内肯比什（48°42'14"N, 7°4'40"E）面积2.12 平方千米，位于法国大東部大區摩泽尔省，该省份为法国东北部内陆省份，是洛林的一部分，西南接默尔特-摩泽尔省，东临下莱茵省，北与卢森堡和德国接壤。
与什内肯比什接壤的市镇（或旧市镇、城区）包括：布鲁代尔多夫、比勒洛林、埃斯、尼代尔维莱尔。
什内肯比什的时区为UTC+01:00、UTC+02:00（夏令时）。

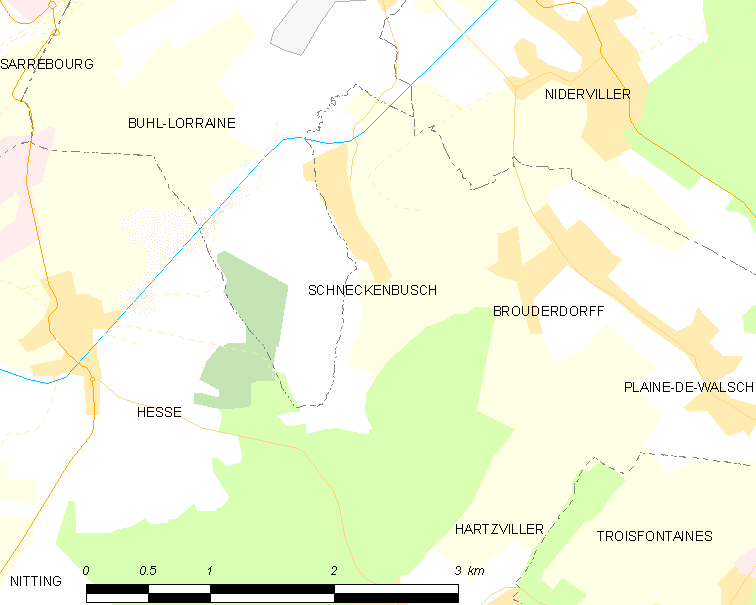
什内肯比什的OSM定位图

## 行政
什内肯比什的邮政编码为57400，INSEE市镇编码为57637。

## 政治
什内肯比什所属的省级选区为法尔斯堡县。

## 人口

1962-2008年间什内肯比什人口变化图示

什内肯比什于2022年1月1日时的人口数量为313人。